# Fantasy Filmfest 2011
Das 25. Fantasy Filmfest (2011) fand in der Zeit vom 16. August bis 5. September für jeweils eine Woche in den Städten Berlin, Frankfurt, Hamburg, Köln, München, Nürnberg und Stuttgart statt. Die Fantasy Filmfest Nights fanden Ende März in den Festivalstädten statt.
Der „Fresh Blood Award“ ging an den Film Hell.

## Liste der gezeigten Filme
| Titel                                               | Regisseur                                   | Sparte               |
| --------------------------------------------------- | ------------------------------------------- | -------------------- |
| 13 Assassins                                        | Takashi Miike                               | FFF Nights           |
| 22nd of May                                         | Koen Mortier                                | Selected Features    |
| 3D Sex and Zen: Extreme Ecstasy                     | Christopher Sun Lap Key                     | Focus Asia           |
| American Translation                                | Jean-Marc Barr und Pascal Arnold            | Selected Features    |
| The Assault                                         | Julien Leclercq                             | Selected Features    |
| Attack the Block                                    | Joe Cornish                                 | Closing Night        |
| Burke & Hare                                        | John Landis                                 | FFF Nights           |
| Cat Run                                             | John Stockwell                              | Selected Features    |
| Chillerama                                          | Adam Green, Adam Rifkin, Tim Sullivan u. a. | Midnight Madness     |
| Cold Fish                                           | Sion Sono                                   | Focus Asia           |
| Cold Prey III – The Beginning                       | Mikkel Brænne Sandemose                     | Selected Features    |
| Cowboys & Aliens                                    | Jon Favreau                                 | Special Screening    |
| The Dead                                            | The Ford Brothers                           | Selected Features    |
| DeadHeads                                           | The Pierce Brothers                         | Selected Features    |
| The Divide – Die Hölle sind die anderen             | Xavier Gens                                 | Selected Features    |
| Don't be Afraid of the Dark                         | Troy Nixey                                  | Opening Night        |
| End of Animal                                       | Jo Sung-hee                                 | Focus Asia           |
| Essential Killing                                   | Jerzy Skolimowski                           | FFF Nights           |
| F                                                   | Johannes Roberts                            | Selected Features    |
| Die Nacht der Jäger                                 | Kjell Sundvall                              | Selected Features    |
| Final Destination 5                                 | Steven Quale                                | Special Screening    |
| Blood Snow                                          | Oliver Tietgen                              | Get Shorty           |
| Blood Christmas 2                                   | Michel Leray                                | Get Shorty           |
| Brutal Relax                                        | Adrián Cardona u. a.                        | Get Shorty           |
| Dance with the Devil                                | Stéphane Papet                              | Get Shorty           |
| Hungry Hickory                                      | Damien McCarthy                             | Get Shorty           |
| Judas & Jesus                                       | Olaf Encke und Claudia Romero               | Get Shorty           |
| The Peacock's Eye                                   | Gerlando Infuso                             | Get Shorty           |
| Sabrina                                             | Sergio Colmenar                             | Get Shorty           |
| The Unliving                                        | Hugo Lilja                                  | Get Shorty           |
| Good Neighbours                                     | Jacob Tierney                               | Selected Features    |
| Grave Encounters                                    | The Vicious Brothers                        | Fresh Blood          |
| Die Nacht der Wölfe                                 | Philippe Gagnon                             | Selected Features    |
| Hell                                                | Tim Fehlbaum                                | Fresh Blood          |
| Hesher – Der Rebell                                 | Spencer Susser                              | Selected Features    |
| Hideaways – Die Macht der Liebe                     | Agnès Merlet                                | Selected Features    |
| The Holding                                         | Susan Jacobson                              | Selected Features    |
| The Hole – Wovor hast Du Angst?                     | Joe Dante                                   | FFF Nights           |
| A Horrible Way to Die – Liebe tut weh               | Adam Wingard                                | Selected Features    |
| I Am You – Mörderische Sehnsucht                    | Simone North                                | Selected Features    |
| I Saw the Devil                                     | Kim Jee-woon                                | FFF Nights           |
| I Spit on Your Grave                                | Steven R. Monroe                            | FFF Nights           |
| In deinem Bann gefangen (Contre toi)                | Lola Doillon                                | Selected Features    |
| The Innkeepers – Hotel des Schreckens               | Ti West                                     | Selected Features    |
| Julia X 3D                                          | P.J. Pettiette                              | Fresh Blood          |
| Kidnapped                                           | Miguel Ángel Vivas                          | FFF Nights           |
| Kill List                                           | Ben Wheatley                                | Fresh Blood          |
| Largo Winch II – Die Burma Verschwörung             | Jérôme Salle                                | Selected Features    |
| The Last Death                                      | David Ruíz                                  | Selected Features    |
| Obsession – Tödliche Spiele                         | Andrew Parkinson u. a.                      | Midnight Madness     |
| A Lonely Place to Die – Todesfalle Highlands        | Julian Gilbey                               | Selected Features    |
| The Lost Bladesman                                  | Alan Mak und Felix Chong                    | Focus Asia           |
| Mother’s Day                                        | Darren Lynn Bousman                         | FFF Nights           |
| Forbidden House                                     | Hélène Angel                                | Selected Features    |
| Norwegian Ninja                                     | Thomas Cappelen Malling                     | Midnight Madness     |
| On the Ice                                          | Andrew Okpeaha MacLean                      | Fresh Blood          |
| Perfect Sense                                       | David Mackenzie                             | Centerpiece          |
| Phase 7                                             | Nicolás Goldbart                            | Fresh Blood          |
| Point Blank – Aus kurzer Distanz                    | Fred Cavayé                                 | Selected Features    |
| On the Run                                          | Eric Valette                                | Selected Features    |
| Rabies                                              | Aharon Keshales und Navot Papushado         | Fresh Blood          |
| Red State                                           | Kevin Smith                                 | Midnight Madness     |
| Repeaters – Tödliche Zeitschleife                   | Carl Bessai                                 | Selected Features    |
| Untote wie wir – Man ist so tot, wie man sich fühlt | D. Kerry Prior                              | Selected Features    |
| Saint                                               | Dick Maas                                   | Midnight Madness     |
| Der Sezierer (The Mortician)                        | Gareth Maxwell Roberts                      | Selected Features    |
| Shaolin                                             | Benny Chan                                  | Focus Asia           |
| Die Morde von Snowtown                              | Justin Kurzel                               | Fresh Blood          |
| Vampire Nation                                      | Jim Mickle                                  | Selected Features    |
| Suicide Room                                        | Jan Komasa                                  | Fresh Blood          |
| Super – Shut Up, Crime!                             | James Gunn                                  | Director’s Spotlight |
| Territories                                         | Olivier Abbou                               | Fresh Blood          |
| Trollhunter                                         | André Øvredal                               | FFF Nights           |
| Urban Explorer                                      | Andy Fetscher                               | Selected Features    |
| The Valdemar Legacy                                 | José Luis Alemán                            | Selected Features    |
| The Valdemar Legacy II: The Forbidden Shadow        | José Luis Alemán                            | Selected Features    |
| The Veteran                                         | Matthew Hope                                | Selected Features    |
| Wake Wood                                           | David Keating                               | FFF Nights           |
| The Walking Dead                                    | Frank Darabont                              | TV Special Screening |
| War Killer                                          | Cosimo Alemà                                | Selected Features    |
| Wasted on the Young                                 | Ben C. Lucas                                | Selected Features    |
| The Woman                                           | Lucky McKee                                 | Selected Features    |
| Yellow                                              | Xavi Giménez                                | Selected Features    |
| The Yellow Sea                                      | Na Hong-jin                                 | Focus Asia           |
| YellowBrickRoad                                     | Jesse Holland und Andy Mitton               | Selected Features    |